# Oksana Jolnovytch
Oksana Jolnovytch (en ukrainien : Оксана Жолнович Іванівна), née le 21 février 1979 à Lviv, est une femme d'État et militaire ukrainienne.

## Biographie
Oksana a fait ses études à l'université de Lviv en droit, docteur en 2008 spécialisée en droit du travail. Elle fut reçue avocate en 2009 au barreau de Lviv et enseignante à l'université Ivan-Franco

### Parcours politique
Depuis 2014 elle s'est présentée à des élections : au poste de député pour le Parti du pouvoir populaire, en 2015 pour être maire de Lviv ; En 2019 elle devint conseillère du ministre de la politique sociale pour la protection des handicapés. En 2020 elle devint chef du département de la politique sociale pour le cabinet du président.
Elle est ministre de la Politique sociale du Gouvernement Chmyhal depuis le  19 juillet 2022.